# L'Enfant de l'amour (film, 1944)
Pour les articles homonymes, voir L'Enfant de l'amour.
Ne doit pas être confondu avec Enfant de l'esprit.
Pour plus de détails, voir Fiche technique et Distribution.
L'Enfant de l'amour est un film français réalisé par Jean Stelli, sorti en 1944.

## Synopsis
Liane Orland, célèbre actrice, vit avec l'industriel Rantz. Cependant, Liane cache un secret : plus jeune, elle a eu un fils et est toujours en contact avec lui. Lorsque Rantz le découvre, il entre dans une violente colère. Le fils de Liane va s'atteler à réconcilier sa mère avec Rantz mais également à retrouver Aline, la fille de Rantz, dont il est amoureux.

## Fiche technique
- Titre : L'Enfant de l'amour
- Réalisation : Jean Stelli
- Dialogues : Marc-Gilbert Sauvajon, d'après la pièce de Henry Bataille
- Décors : Claude Bouxin
- Photographie : Marcel Grignon
- Musique : René Sylviano
- Montage : Claude Nicole
- Production : Consortium de Production de Films (Paris)
- Pays de production :  France
- Format : Noir et blanc - 1,37:1 - son mono
- Genre : Comédie dramatique
- Durée : 100 minutes
- Date de sortie : 
  - France : 13 juillet 1944

## Distribution
- Gaby Morlay : Liane Orland
- François Périer: Maurice Orland
- Aimé Clariond : Rantz
- Claude Génia : Nelly
- Liliane Bert : Aline
- André Bervil : Barman
- Jean Daurand : Georges
- Martial Rèbe : Bowling
- Charles Vissières : Raymond
- André Carnège : Juge d'instruction
- Jean Gabert : Gabert
- Albert Michel
- Pierre Ringel

## Autour du film
- La pièce d'Henry Bataille a connu une précédente adaptation en 1930 sous la direction de Marcel L'Herbier.